# Neotama variata
Neotama variata är en spindelart som först beskrevs av Pocock 1899.  Neotama variata ingår i släktet Neotama och familjen Hersiliidae.
Artens utbredningsområde är Sri Lanka. Inga underarter finns listade i Catalogue of Life.